# Engert Bakalli
Engert Bakalli (Tirana, 22 gennaio 1976) è un ex calciatore albanese, di ruolo centrocampista.